# Football aux Jeux olympiques d'été de 1996
Navigation
Barcelone 1992 Sydney 2000
Participent les équipes nationales masculines de moins de 23 ans avec trois joueurs supplémentaires par équipe. Pour la première fois, les équipes féminines participent aux Jeux olympiques en football, et contrairement aux hommes, il n'y a pas de restriction d'âges.

## Tournoi masculin
| Groupe A                                      | Groupe B                                         | Groupe C                                  | Groupe D                             |
| --------------------------------------------- | ------------------------------------------------ | ----------------------------------------- | ------------------------------------ |
| - Argentine - États-Unis - Portugal - Tunisie | - Arabie saoudite - Australie - Espagne - France | - Corée du Sud - Ghana - Italie - Mexique | - Brésil - Hongrie - Nigeria - Japon |

Les deux premiers de chaque groupe se qualifient pour les quarts de finale.

### Tableau final
|  | Quarts de finale     | Quarts de finale     |                  |                  | Demi-finales           | Demi-finales           |   |  | Finale           | Finale           |
|  | Quarts de finale     | Quarts de finale     |                  |                  | Demi-finales           | Demi-finales           |   |  | Finale           | Finale           |
|  |                      |                      |                  |                  |                        |                        |   |  |                  |                  |
|  | 27 juillet à 18 h 00 | 27 juillet à 18 h 00 |                  |                  | 30 juillet à 20 h 00   | 30 juillet à 20 h 00   |   |  | 3 août à 18 h 00 | 3 août à 18 h 00 |
|  | 27 juillet à 18 h 00 | 27 juillet à 18 h 00 |                  |                  | 30 juillet à 20 h 00   | 30 juillet à 20 h 00   |   |  | 3 août à 18 h 00 | 3 août à 18 h 00 |
|  | Portugal             | 2 ap                 |                  |                  | 30 juillet à 20 h 00   | 30 juillet à 20 h 00   |   |  | 3 août à 18 h 00 | 3 août à 18 h 00 |
|  | Portugal             | 2 ap                 |                  |                  | 30 juillet à 20 h 00   | 30 juillet à 20 h 00   |   |  | 3 août à 18 h 00 | 3 août à 18 h 00 |
|  | France               | 1                    |                  |                  | 30 juillet à 20 h 00   | 30 juillet à 20 h 00   |   |  | 3 août à 18 h 00 | 3 août à 18 h 00 |
|  | France               | 1                    | Portugal         | 0                |                        |                        |   |  | 3 août à 18 h 00 | 3 août à 18 h 00 |
|  | 27 juillet à 19 h 30 |                      | Portugal         | 0                |                        |                        |   |  | 3 août à 18 h 00 | 3 août à 18 h 00 |
|  |                      | Argentine            | 2                |                  |                        |                        |   |  | 3 août à 18 h 00 | 3 août à 18 h 00 |
|  | Espagne              | Argentine            | 2                | 0                |                        |                        |   |  | 3 août à 18 h 00 | 3 août à 18 h 00 |
|  | Espagne              |                      |                  | 0                |                        |                        |   |  | 3 août à 18 h 00 | 3 août à 18 h 00 |
|  | Argentine            | 4                    |                  |                  |                        |                        |   |  | 3 août à 18 h 00 | 3 août à 18 h 00 |
|  | Argentine            | 4                    | Argentine        | 2                |                        |                        |   |  |                  |                  |
|  | 28 juillet à 16 h 00 |                      | Argentine        | 2                |                        |                        |   |  |                  |                  |
|  |                      | Nigeria              | 3                |                  |                        |                        |   |  |                  |                  |
|  | Nigeria              | Nigeria              | 3                | 2                |                        |                        |   |  |                  |                  |
|  | Nigeria              | 30 juillet à 17 h 00 |                  | 2                |                        |                        |   |  |                  |                  |
|  | Mexique              | 0                    |                  |                  |                        |                        |   |  |                  |                  |
|  | Mexique              | 0                    | Nigeria          | 4 ap             |                        |                        |   |  |                  |                  |
|  | 28 juillet à 18 h 00 | 28 juillet à 18 h 00 | Nigeria          | 4 ap             | Match pour la 3e place | Match pour la 3e place |   |  |                  |                  |
|  | 28 juillet à 18 h 00 | 28 juillet à 18 h 00 |                  | Brésil           | Match pour la 3e place | Match pour la 3e place | 3 |  |                  |                  |
|  | Brésil               | 4                    | 2 août à 15 h 45 | 2 août à 15 h 45 |                        |                        | 3 |  |                  |                  |
|  | Brésil               | 4                    | 2 août à 15 h 45 | 2 août à 15 h 45 |                        |                        |   |  |                  |                  |
|  | Ghana                | 2                    |                  | Brésil           | 5                      |                        |   |  |                  |                  |
|  | Ghana                | 2                    |                  | Brésil           | 5                      |                        |   |  |                  |                  |
|  |                      |                      |                  |                  |                        |                        |   |  | Portugal         | 0                |
|  |                      |                      |                  |                  |                        |                        |   |  | Portugal         | 0                |

## Tournoi féminin

### Premier tour

#### Groupe E
| Rang | Équipe     | Pts | J | G | N | P | Bp | Bc | Diff |  | Chine | États-Unis | Suède | Danemark |
| ---- | ---------- | --- | - | - | - | - | -- | -- | ---- |  | ----- | ---------- | ----- | -------- |
| 1.   | Chine      | 7   | 3 | 2 | 1 | 0 | 7  | 1  | +6   |  | X     | 0:0        | 2:0   | 5:1      |
| 2.   | États-Unis | 7   | 3 | 2 | 1 | 0 | 5  | 1  | +4   |  | 0:0   | X          | 2:1   | 3:0      |
| 3.   | Suède      | 3   | 3 | 1 | 0 | 2 | 4  | 5  | −1   |  | 0:2   | 1:2        | X     | 3:1      |
| 4.   | Danemark   | 0   | 3 | 0 | 0 | 3 | 2  | 11 | −9   |  | 1:5   | 0:3        | 1:3   | X        |

#### Groupe F
| Rang | Équipe    | Pts | J | G | N | P | Bp | Bc | Diff |  | Norvège | Brésil | Allemagne | Japon |
| ---- | --------- | --- | - | - | - | - | -- | -- | ---- |  | ------- | ------ | --------- | ----- |
| 1.   | Norvège   | 7   | 3 | 2 | 1 | 0 | 9  | 4  | +5   |  | X       | 2:2    | 3:2       | 4:0   |
| 2.   | Brésil    | 5   | 3 | 1 | 2 | 0 | 5  | 3  | +2   |  | 2:2     | X      | 1:1       | 2:0   |
| 3.   | Allemagne | 4   | 3 | 1 | 1 | 1 | 6  | 6  | 0    |  | 2:3     | 1:1    | X         | 3:2   |
| 4.   | Japon     | 0   | 3 | 0 | 0 | 3 | 2  | 9  | −7   |  | 0:4     | 0:2    | 2:3       | X     |

### Demi-finales
| 28 juillet 1996 | Chine                                | 3–2 | Brésil                    | Sanford Stadium, Athens                         |                                                 |
| 15:00           | Sun Qingmei 5e · Wei Haiying 83e 90e |     | 67e Roseli · 72e Pretinha | Spectateurs : 64 196 Arbitrage : Ingrid Jonsson | Spectateurs : 64 196 Arbitrage : Ingrid Jonsson |

| 28 août 1996 | Norvège     | 1–2 a. p. · | États-Unis                        | Sanford Stadium, Athens                           |                                                   |
| 20:30        | Medalen 32e |             | 76e (pen.) Akers · 100e MacMillan | Spectateurs : 64 196 Arbitrage : Sonia Denoncourt | Spectateurs : 64 196 Arbitrage : Sonia Denoncourt |

### Match pour la médaille de bronze
| 1er août 1996 | Brésil | 0–2 | Norvège         | Sanford Stadium, Athens                         |                                                 |
| 18:00         |        |     | 21e 25e Aarønes | Spectateurs : 76 489 Arbitrage : Ingrid Jonsson | Spectateurs : 76 489 Arbitrage : Ingrid Jonsson |

### Finale
| 1er août 1996 | Chine       | 1–2 | États-Unis                   | Sanford Stadium, Athens                         |                                                 |
| 20:30         | Sun Wen 32e |     | 19e MacMillan · 68e Milbrett | Spectateurs : 76 489 Arbitrage : Bente Skogvang | Spectateurs : 76 489 Arbitrage : Bente Skogvang |

## Résultats

### Podiums
| Épreuves                   | Or | Argent | Bronze |
| -------------------------- | --- | --- | --- |
| Hommes résultats détaillés | Nigeria Daniel Amokachi Emmanuel Amunike Tijani Babangida Celestine Babayaro Emmanuel Babayaro Teslim Fatusi Victor Ikpeba Dosu Joseph Nwankwo Kanu Garba Lawal Abiodun Obafemi Kingsley Obiekwu Uche Okechukwu Jay-Jay Okocha Sunday Oliseh Mobi Oparaku Wilson Oruma Taribo West | Argentine Matías Almeyda Roberto Ayala Christian Bassedas Carlos Bossio Pablo Cavallero José Chamot Hernán Crespo Marcelo Delgado Marcelo Gallardo Claudio López Gustavo López Hugo Morales Ariel Ortega Pablo Paz Hector Pineda Roberto Sensini Diego Simeone Javier Zanetti | Brésil Dida Zé Maria Aldair Ronaldo Flávio Conceição Roberto Carlos Bebeto Amaral Juninho Paulista Rivaldo Sávio Danrlei Narciso André Luiz Zé Elias Marcelinho Paulista Luizão Ronaldo Guiaro                                                                                             |
| Femmes résultats détaillés | États-Unis Mary Harvey Cindy Parlow Carla Overbeck Tiffany Roberts Brandi Chastain Staci Wilson Shannon MacMillan Mia Hamm Michelle Akers-Stahl Julie Foudy Carin Gabarra Kristine Lilly Joy Fawcett Tisha Venturini Tiffeny Milbrett Briana Scurry                                | Chine Zhong Honglian Wang Liping Fan Yunjie Yu Hongqi Xie Huilin Zhao Lihong Wei Haiying Shui Qingxia Sun Wen Liu Ailing Sun Qingmei Wen Lirong Liu Ying Chen Yufeng Shi Guihong Gao Hong                                                                                     | Norvège Bente Nordby Agnete Carlsen Gro Espeseth Nina Nymark Andersen Merete Myklebust Hege Riise Anne Nymark Andersen Heidi Støre Marianne Pettersen Linda Medalen Brit Sandaune Kjersti Thun Tina Svensson Tone Haugen Trine Tangeraas Ann Kristin Aarønes Tone Gunn Frustøl Reidun Seth |

### Tableau des médailles
| Rang  | Nation     | Or | Argent | Bronze | Total |
| ----- | ---------- | -- | ------ | ------ | ----- |
| 1     | États-Unis | 1  | 0      | 0      | 1     |
| 1     | Nigeria    | 1  | 0      | 0      | 1     |
| 3     | Argentine  | 0  | 1      | 0      | 1     |
| 3     | Chine      | 0  | 1      | 0      | 1     |
| 5     | Brésil     | 0  | 0      | 1      | 1     |
| 5     | Norvège    | 0  | 0      | 1      | 1     |
| Total | Total      | 2  | 2      | 2      | 6     |